# Peter Forsskål
Peter Forsskål, de vegades escrit Pehr Forsskål, Peter Forskaol, Petrus Forskål o Pehr Forsskåhl, (Hèlsinki, 11 de gener de 1732 - Iemen, 11 juliol de 1763) va ser un explorador i botànic suec deixeble de Carl Linnaeus.
Forsskål nasqué a Hèlsinki a Finlàndia (que aleshores era part de Suècia) on el seu pare, Johannes Forsskål, era clergue. Tornaren a Suècia l'any 1741 on el seu pare va ser arquebisbe d'Uppsala. Com era normal en l'època Peter anà a la universitat amb només nou anys i va estudiar teologia.
A Uppsala va ser un dels alumnes de Linnaeus, però sembla que també estudià amb l'orientalista suec Carl Aurivillius amb contactes amb l'orientalista alemany de la Universitat de Göttingen Johann David Michaelis on Peter anà a estudiar llengües orientals i filosofia l'any 1753. S'hi va doctorar amb la dissertació titulada: Dubia de principiis philosophiae recentioris (1756).Tornà a Uppsala el 1756, el 1759 publicà la controvertida: Tankar om borgerliga friheten (Sobre la llibertat civil)
Seguint la recomanació de Michaelis i amb l'aprovació de Linnaeus, Forsskål l'any 1760 es va unir a l'expedició de l'orientalista i matemàtic Carsten Niebuhr a Aràbia. El viatge començà a Egipte, on van passar un any. Forsskål hi va fer estudis dels dialectes de l'àrab. Van arribar al Iemen (o Arabia Felix) a la fi de desembre de 1762, allí Forsskål recollí espècimens botànics i zoològics. Morí de malària el juliol de 1763.
Linnaeus donà el nom de Forsskaolea tenacissima en honor seu a una de les plantes que havia enviat.

## Llegat
El seu company Niebuhr, que va ser l'únic dels expedicionaris que sobrevisqué, publicà els manuscrits de Forsskål l'any 1775 sota el títol de: Descriptiones Animalium - Avium, amphiborum, insectorum, vermium quæ in itinere orientali observavit Petrus Forskål. El mateix any Flora Ægyptiaco-Arabica sive descriptiones plantarum quas per Ægyptum Inferiorem et Arabiam felicem detexit, illustravit Petrus Forskål. La majoria dels seus espècimens es van espatllar o perdre durant el transport. El seu herbari va ser reconstruït 150 anys després de la seva mort pel botànic Carl Christensen.
La seva abreviatura com a botànic és: Forssk.

## Obres
1. Sobre la llibertat civil Thoughts on Civil Liberty / Tankar om borgerliga friheten (1759). Stockholm: Bokförlaget Atlantis, 2009. ISBN 978-91-735-3360-7. [Editat i traduït per David Goldberg, Gunilla Jonsson, Helena Jäderblom, Gunnar Persson and Thomas von Vegesack, ajudat per David Shaw.]
2. Flora aegyptiaco-arabica …. 1775.
3. Icones rerum naturalium. 1776.
4. Resa till lyklige Arabien. 1950.